# Ellicottville (sat), New York
Ellicottville este un sat din comitatul Cattaraugus, New York, Statele Unite ale Americii. Populația era 284 la recensământul din 2020. Satul poartă numele lui Joseph Ellicott, principalul agent funciar al Holland Land Company . Se află în partea de sud-vest a orașului Ellicottville și se află la nord de orașul Salamanca.
Actualul primar al Ellicottville este John Burrell.